# Neodryocoetes
Neodryocoetes är ett släkte av skalbaggar. Neodryocoetes ingår i familjen vivlar.

## Dottertaxa tillNeodryocoetes, i alfabetisk ordning[1]
- Neodryocoetes africanus
- Neodryocoetes amazonicus
- Neodryocoetes araujiae
- Neodryocoetes bolivianus
- Neodryocoetes brasiliensis
- Neodryocoetes buscki
- Neodryocoetes caribaeus
- Neodryocoetes concentralis
- Neodryocoetes corpulentus
- Neodryocoetes costaricensis
- Neodryocoetes cribricollis
- Neodryocoetes cribripennis
- Neodryocoetes cubensis
- Neodryocoetes decorus
- Neodryocoetes devius
- Neodryocoetes dubius
- Neodryocoetes exquisitus
- Neodryocoetes glabratulus
- Neodryocoetes gracilentus
- Neodryocoetes gracilis
- Neodryocoetes grandis
- Neodryocoetes granulatus
- Neodryocoetes granulipennis
- Neodryocoetes guadeloupensis
- Neodryocoetes guianae
- Neodryocoetes hoodi
- Neodryocoetes hostilis
- Neodryocoetes hubbardi
- Neodryocoetes humilis
- Neodryocoetes hymenaeae
- Neodryocoetes imitatrix
- Neodryocoetes insularis
- Neodryocoetes lenis
- Neodryocoetes leptus
- Neodryocoetes longicollis
- Neodryocoetes macer
- Neodryocoetes mexicanus
- Neodryocoetes montanus
- Neodryocoetes mucunae
- Neodryocoetes niger
- Neodryocoetes nitidipennis
- Neodryocoetes nitidulus
- Neodryocoetes obscurus
- Neodryocoetes oleanderi
- Neodryocoetes pallidus
- Neodryocoetes portoricensis
- Neodryocoetes pubescens
- Neodryocoetes punctatissimus
- Neodryocoetes punctiger
- Neodryocoetes schedli
- Neodryocoetes sparsepunctatus
- Neodryocoetes splendidulus
- Neodryocoetes sulcatus
- Neodryocoetes tabogae
- Neodryocoetes tenellus
- Neodryocoetes tenuis
- Neodryocoetes teres
- Neodryocoetes tuberculatus
- Neodryocoetes umbraticus
- Neodryocoetes vinealis